# Henri Bourlès
Pour les articles homonymes, voir Bourlès.
Henri Bourlès est un scientifique français dont les contributions relèvent de l'automatique et des mathématiques. Ingénieur de l'École centrale Paris (1977), il a réalisé sa thèse sur la théorie de la robustesse, la première en France sur le sujet (Institut polytechnique de Grenoble, 1982, directeur de recherche Ioan Doré Landau). Jusqu'en 1997, sa carrière a mêlé l'enseignement des mathématiques, de la théorie du signal et surtout de l'automatique (dans des écoles d'ingénieur, à l'université et à l'École normale supérieure Paris-Saclay) et la recherche, en particulier au Centre d'Études et Recherches d'Électricité de France où il est devenu Ingénieur Chercheur Senior après avoir obtenu son habilitation à diriger des recherches en 1992 à l'Université Paris-Sud. Aujourd'hui professeur émérite du Conservatoire national des arts et métiers, il a été professeur  titulaire de la Chaire d'automatisme industriel dans cette institution de 1997 à 2020. Il fait sa recherche au laboratoire SATIE (Unité mixte de recherche de l'École normale supérieure Paris-Saclay).

## Enseignement et recherche
L'enseignement qu'il a dispensé combine des méthodes classiques de l'automatique et ses contributions personnelles, et a donné lieu à plusieurs livres,,. Ses premiers travaux de recherche étaient essentiellement tournés vers la théorie de la robustesse, dont il a joué en France le rôle de pionnier,,,. Quelques-unes de ses contributions de cette période: la formalisation de la notion de marge de retard et la mise en évidence de l'importance de cette notion pour la conception des régulateurs; l'interprétation algébrique de la commande LQG/LTR; une généralisation de résultats existants sur la théorie de la stabilité des systèmes régis par une équation différentielle fonctionnelle, et notamment des systèmes à retard; l'extension, avec l'aide de ses doctorants, des méthodes de commande robuste aux systèmes non linéaires ,. Ses travaux se sont progressivement orientés depuis 1997, à la suite de sa collaboration avec Michel Fliess, puis avec le mathématicien autrichien Ulrich Oberst, vers des applications à l'automatique de la théorie des modules et de l'Analyse algébrique. Elles lui ont permis d'obtenir, en collaboration avec un ancien doctorant et Oberst, des conditions fines, dans une formulation intrinsèque, de stabilité des systèmes linéaires à coefficients variables,,; puis, en collaboration avec Oberst de nouveau, une méthode de commande robuste des systèmes linéaires discrets à coefficients périodiques.

## Publications

### Ouvrages
- Henri Bourlès, Qualification et amélioration de la robustesse des régulateurs multivariables (Thèse de doctorat), ONERA, 1983
- Henri Bourlès, Systèmes linéaires : de la modélisation à la commande, Paris, Hermès-sciences, 2006, 510 p. (ISBN 2-7462-1300-1)
- Henri Bourlès, Linear Systems, John Wiley & Sons, 2010, 544 p. (ISBN 978-1-84821-162-9 et 1-84821-162-7, lire en ligne)
- Henri Bourlès et Bogdan Marinescu, Linear Time-Varying Systems : Algebraic-Analytic Approach, Springer, 2011, 638 p. (ISBN 978-3-642-19726-0 et 3-642-19726-4, lire en ligne)
- Henri Bourlès et Hervé Guillard, Commande des systèmes. Performance et robustesse, Paris, Ellipses, 2012, 305 p. (ISBN 978-2-7298-7535-0)
- (en) Henri Bourlès, Fundamentals of Advanced Mathematics I, London/Kidlington, ISTE Press - Elsevier, 2017, 268 p. (ISBN 978-1-78548-173-4, lire en ligne)
- (en) Henri Bourlès, Fundamentals of Advanced Mathematics II, London/Kidlington, ISTE Press - Elsevier, 2018, 330 p. (ISBN 978-1-78548-249-6, lire en ligne)

(en) Henri Bourlès, Fundamentals of Advanced Mathematics III, London/Kidlington, ISTE Press - Elsevier, 2019, 424 p. (ISBN 978-1-78548-250-2, lire en ligne)

### Chapitres de livres
- Henri Bourlès et François Aïoun, Approche {\displaystyle {\mathcal {H}}_{\infty }} et {\displaystyle \mu }-synthèse, Paris, La robustesse (A. Oustaloup, coordonnateur), Hermès sciences, Chap. 3, 1994, 530 p. (ISBN 2-86601-442-1)
- Henri Bourlès et Ernest Irving, Régulateur RST robuste, Commande robuste (J. Bernussou, coordonnateur), Hermès sciences, Chap. 3, 1995 (ISBN 978-2-86601-500-8)
- Henri Bourlès, Principe du maximum, Paris, La commande optimale des systèmes dynamiques, H. Abou-Kandil (dir). Hermès-sciences, Chap. 1, 2004, 270 p. (ISBN 2-7462-0965-9)

### Articles
- Henri Bourlès, « Sur la robustesse des régulateurs linéaires multivariables, optimaux pour une fonctionnelle de coût quadratique », C.R. Acad. Sc. Paris, i, vol. 292,‎ 1981, p. 971-974
- (en) Henri Bourlès, « {\displaystyle \alpha }-Stability of systems governed by a functional differential equation - extension of results concerning linear delay systems », International Journal of Control, vol. 45, no 6,‎ 1987, p. 2233-2234
- (en) Henri Bourlès, Yves Joannic et Omer Mercier, « {\displaystyle \rho }-stability and robustness: discrete-time case », International Journal of Control, vol. 52, no 5,‎ 1990, p. 1217-1239
- Henri Bourlès et Ernest Irving, « La méthode LQG/LTR: une interprétation polynômiale temps continu/temps discret », RAIRO APII, vol. 21,‎ 1991, p. 545-592
- (en) Henri Bourlès et Frédéric Colledani, « W-stability and Local Input-Output Stability Results », IEEE Trans. on Automat. Control, vol. 40, no 6,‎ 1995, p. 1101-1108
- (en) Henri Bourlès et Michel Fliess, « Finite poles and zeros of linear systems: an intrinsic approach », International Journal of Control, vol. 68, no 4,‎ 1997, p. 897-922
- (en) Henri Bourlès et Bogdan Marinescu, « Poles and zeros at infinity of linear time-varying systems », IEEE Trans. on Automat. Control, vol. 44, no 10,‎ 1999, p. 1981-1985
- (en) Henri Bourlès et Ulrich Oberst, « Duality for Differential-Delay over Lie Groups », SIAM J. Control Opt., vol. 48, no 4,‎ 2009, p. 2051-2084
- (en) Anna Franco, Henri Bourlès, Edson De Pieri et Hervé Guillard, « Robust Nonlinear Control Associating Robust Feedback Linearization and {\displaystyle {\mathcal {H}}_{\infty }} control », IEEE Trans. on Automat. Control, vol. 51, no 7,‎ 2006, p. 1200-1207
- (en) Henri Bourlès, Bogdan Marinescu et Ulrich Oberst, « Weak exponential stability of linear time-varying differential behaviours », Linear Algebra and Its Applications, vol. 486,‎ 2015a, p. 523-571
- (en) Henri Bourlès, Bogdan Marinescu et Ulrich Oberst, « Exponentially stable linear time-varying discrete behaviors », SIAM J. Control Opt., vol. 53, no 5,‎ 2015b, p. 2725-2761
- (en) Henri Bourlès et Ulrich Oberst, « Robust stabilization of discrete-time periodic linear systems for tracking and disturbance rejection », Mathematics of Control, Signals and Systems, vol. 28:18 (september),‎ 2016, p. 1-34

### Vulgarisation
- Henri Bourlès et Hisham Abou-Kandil, « L'automatique », Encyclopaedia Universalis